# زعفرانية (ساوجبلاغ)
زعفرانية هي قرية في مقاطعة ساوجبلاغ، إيران. يقدر عدد سكانها بـ 146 نسمة بحسب إحصاء 2016.